# Station Sandplace
Sandplace is een spoorwegstation van National Rail in Sandplace, Caradon in Engeland. Het station is eigendom van Network Rail en wordt beheerd door Great Western Railway. 